# ランドール・シュライバー

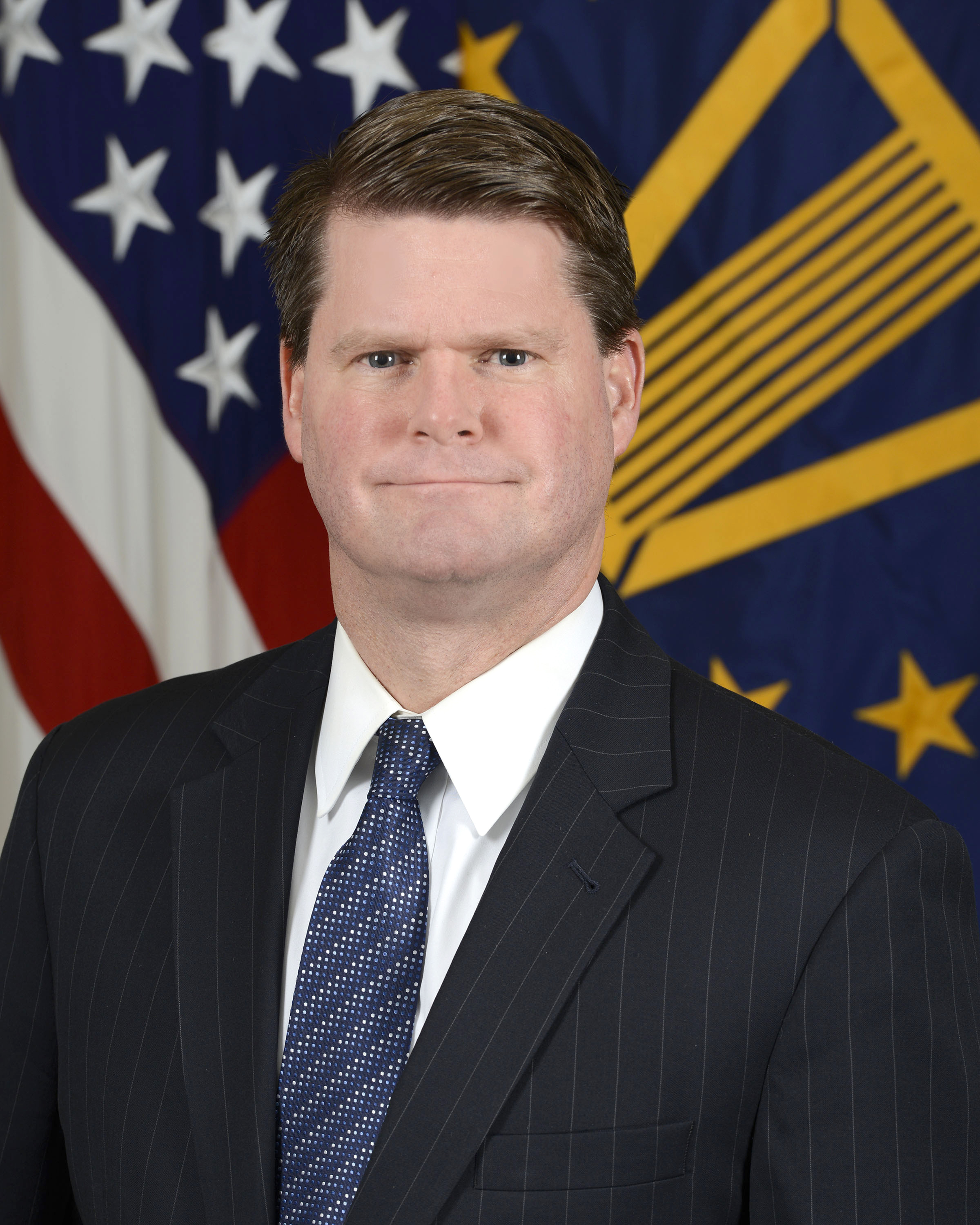

ランドール・シュライバー（Randall Schriver、1967年 - ）は、アメリカ合衆国の海軍軍人、国防官僚、実業家。インド太平洋安全保障担当国防次官補。

## 経歴
オレゴン州出身。アメリカ海軍の情報士官として湾岸戦争に従軍後、ハーバード大学で修士号（公共政策）取得した。アメリカ国防総省に入省後は、中国部長に就任。2003年-2005年にはブッシュ政権で東アジア・太平洋担当の国務副次官補を務めた。
政権から離れた後は、2005年にリチャード・アーミテージ元国務副長官が主宰するコンサルティング会社「アーミテージ・インターナショナル」の共同設立者に名前を連ねたほか、2008年にはアジア安全保障などに関する研究を行なうシンクタンク「Project 2049 Institute」を創設。中国の軍事、領土問題等における覇権主義に対して厳しい主張を行った。2012年には、笹川平和財団の招きで来日し、「日米のパートーナーシップ強化に向けて」という題目で講演を行っている。 
2017年、ドナルド・トランプ大統領は、ランドール・シュライバーを国防次官補（アジア・太平洋の安全保障問題）に指名した。シュライバーは、台湾との関係が深いこと、シンクタンクにおける活動から対中強硬派として見られており、中国の海洋進出に伴う東シナ海や南シナ海問題などに対して強い姿勢で臨むというトランプ政権の意思を鮮明にした人選となった。対日本では、普天間飛行場の移転問題なども守備範囲と目された。

### 国防次官補としての言動・活動
- 2018年11月21日 - 産経新聞のインタビューに応じ「尖閣諸島は日本の施政権下にあり、日米安全保障条約の適用対象」と言明[5]。
- 2019年8月27日 - 大韓民国が日韓秘密軍事情報保護協定の破棄を発表した際には、アメリカ側に事前通告がなかったことを公表。韓国側に協定破棄の再考を促した[6]。